# プリメーラ・ディビジョン・デ・ニカラグア
リーガ・プリメーラ・デ・ニカラグア（スペイン語: Liga Primera de Nicaragua）は、ニカラグアサッカー協会が統括するニカラグアのプロサッカーリーグにおける最上位ディビジョンの名称である。1933年設立。

## 概要
リーグ戦は1年間を前期（アペルトゥーラ, Apertura）と後期（クラウスーラ、Clausura）の2ステージ制で、それぞれのステージでは2回戦総当りで対戦を行う。尚、アペルトゥーラとクラウスーラの成績の合計が8位のチームが新年度の2部に自動降格、7位のチームが入れ替え戦を戦うことになる。それぞれのステージ各チーム14試合ずつを消化した時点での上位4チームがプレーオフに進み、4チームが2回総当たりで戦い、上位2チームがホームアンドウェイでプレーオフ決勝を戦う。プレーオフ勝者がそれぞれのシーズン王者となり、後期の優勝チームには特典として次年度のCONCACAFチャンピオンズリーグ出場資格が与えられる。

## 2022-23シーズン所属クラブ
| クラブ名               | ホームタウン | ホームスタジアム                                | 収容人数 |
| ---------------------- | ------------ | ----------------------------------------------- | -------- |
| ARTムニシパル・ハラパ  | ハラパ       | エスタディオ・アレハンドロ・ラモス・トゥルシオ  | 2,000    |
| ディリアンヘン         | ディリアンバ | エスタディオ・カシケ・ディリアンヘン            | 8,500    |
| フベントゥス           | マナグア     | エスタディオ・オリンピコ・デル・IND・マナグア   | 7,000    |
| スポルト・セバコ       | マタガルパ   | エスタディオ・ムニシパル・デ・マタガルパ        | 1,800    |
| マナグア               | マナグア     | エスタディオ・ナシオナル・デ・フットボル (UNAN) | 15,000   |
| オコタル               | オコタル     | エスタディオ・ロイ・フェルナンド・ベルムデス    | 7,000    |
| レアル・エステリ       | エステリ     | エスタディオ・インデペンデンシア                | 4,800    |
| マタガルパFC           | マタガルパ   | エスタディオ・ムニシパル・デ・マタガルパ        | 1,800    |
| UNANマナグア           | マナグア     | エスタディオ・ナシオナル・デ・フットボル (UNAN) | 15,000   |
| ワルテル・フェレッティ | マナグア     | エスタディオ・ナシオナル・デ・フットボル (UNAN) | 15,000   |

## 歴代優勝クラブ
- 1933 : アラスFC
- 1934 : クラブ・アトレティコFC
- 1935-38 : 中止
- 1939 : リドFC
- 1940 : ディリアンヘンFC
- 1941 : ディリアンヘンFC
- 1942 : ディリアンヘンFC
- 1943 : ディリアンヘンFC
- 1944 : ディリアンヘンFC
- 1945 : ディリアンヘンFC
- 1946 : フェロカリル
- 1947 : コレヒオC-A FC
- 1948 : フェロカリル
- 1949 : ディリアンヘンFC
- 1950 : アドゥアナFC
- 1951 : アドゥアナFC
- 1952 : 不明
- 1953 : ディリアンヘンFC
- 1954 : ラ・サレ
- 1955 : アドゥアナFC
- 1956 : ディリアンヘンFC
- 1957 : 不明
- 1958 : クラブ・アトレティコFC
- 1959 : ディリアンヘンFC
- 1960 : ラ・ニカFC
- 1961 : デポルティーボ・サンタ・セシリア
- 1962-64 : 中止
- 1965 : デポルティーボ・サンタ・セシリア
- 1966 : フロール・デ・カニャFC
- 1967 : フロール・デ・カニャFC
- 1968 : ウニベルシダ・セントロアメリカーナ
- 1969 : ディリアンヘンFC
- 1970 : ディリアンヘンFC
- 1971 : デポルティーボ・サンタ・セシリア
- 1972 : デポルティーボ・サンタ・セシリア
- 1973 : デポルティーボ・サンタ・セシリア
- 1974 : ディリアンヘンFC
- 1975 : ウニベルシダ・セントロアメリカーナ
- 1976 : ウニベルシダ・セントロアメリカーナ
- 1977 : ウニベルシダ・セントロアメリカーナ
- 1978-79 : 中止
- 1980 : ブファロスFC
- 1981 : ディリアンヘンFC
- 1982 : ディリアンヘンFC
- 1983 : ディリアンヘンFC
- 1984 : デポルティーボ・マサヤFC
- 1985 : アメリカ
- 1986 : デポルティーボ・マサヤFC
- 1987 : ディリアンヘンFC
- 1988 : アメリカ
- 1989 : ディリアンヘンFC
- 1990 : アメリカ
- 1991 : レアル・エステリ
- 1992 : ディリアンヘンFC
- 1993 : フベントゥス
- 1994 : フベントゥス
- 1994-95 : ディリアンヘン
- 1995-96 : ディリアンヘン
- 1996-97 : ディリアンヘン
- 1997-98 : ワルテル・フェレッティ
- 1998-99 : レアル・エステリ
- 1999-00 : ディリアンヘン
- 2000-01 : ワルテル・フェレッティ
- 2001-02 : デポルティーボ・ハラパ
- 2002-03 : レアル・エステリ
- 2003 A : レアル・エステリ
- 2004 C : レアル・エステリ
- 2004 A : ディリアンヘン
- 2005 C : ディリアンヘン

| シーズン           | 優勝                   |
| ------------------ | ---------------------- |
| 2005-06            | ディリアンヘン         |
| 2006-07            | レアル・エステリ       |
| 2007-08            | レアル・エステリ       |
| 2008-09            | レアル・エステリ       |
| 2009-10            | レアル・エステリ       |
| 2010-11            | レアル・エステリ       |
| 2011-12            | レアル・エステリ       |
| 2012-13            | レアル・エステリ       |
| 2013-14            | レアル・エステリ       |
| 2014-15            | ワルテル・フェレッティ |
| 2015-16            | レアル・エステリ       |
| 2016-17            | レアル・エステリ       |
| 2017アペルトゥーラ | ワルテル・フェレッティ |
| 2018クラウスーラ   | ディリアンヘン         |
| 2018アペルトゥーラ | マナグア               |
| 2019クラウスーラ   | レアル・エステリ       |
| 2019アペルトゥーラ | レアル・エステリ       |
| 2020クラウスーラ   | レアル・エステリ       |
| 2020アペルトゥーラ | レアル・エステリ       |
| 2021クラウスーラ   | ディリアンヘン         |
| 2021アペルトゥーラ | ディリアンヘン         |
| 2022クラウスーラ   | ディリアンヘン         |
| 2022アペルトゥーラ | レアル・エステリ       |
| 2023クラウスーラ   | レアル・エステリ       |
| 2023アペルトゥーラ | ディリアンヘン         |
| 2024クラウスーラ   | ディリアンヘン         |

## 優勝回数
| クラブ名                               | 回数 |
| -------------------------------------- | ---- |
| ディリアンヘンFC                       | 27   |
| レアル・エステリ                       | 18   |
| デポルティーボ・サンタ・セシリア       | 5    |
| ウニベルシダ・セントロアメリカーナ     | 4    |
| デポルティーボ・ワルテル・フェレッティ | 4    |
| アメリカ・マナグア                     | 3    |
| アドゥアナFC                           | 3    |
| フェロカリル                           | 2    |
| フロール・デ・カニャFC                 | 2    |
| デポルティーボ・マサヤFC               | 2    |
| フベントゥス・マナグア                 | 2    |
| クラブ・アトレティコFC                 | 2    |
| デポルティーボ・ハラパ                 | 1    |
| ブファロスFC                           | 1    |
| ラ・ニカFC                             | 1    |
| アラスFC                               | 1    |
| リドFC                                 | 1    |
| コレヒオC-A FC                         | 1    |
| マナグアFC                             | 1    |